# Inebu-hedy

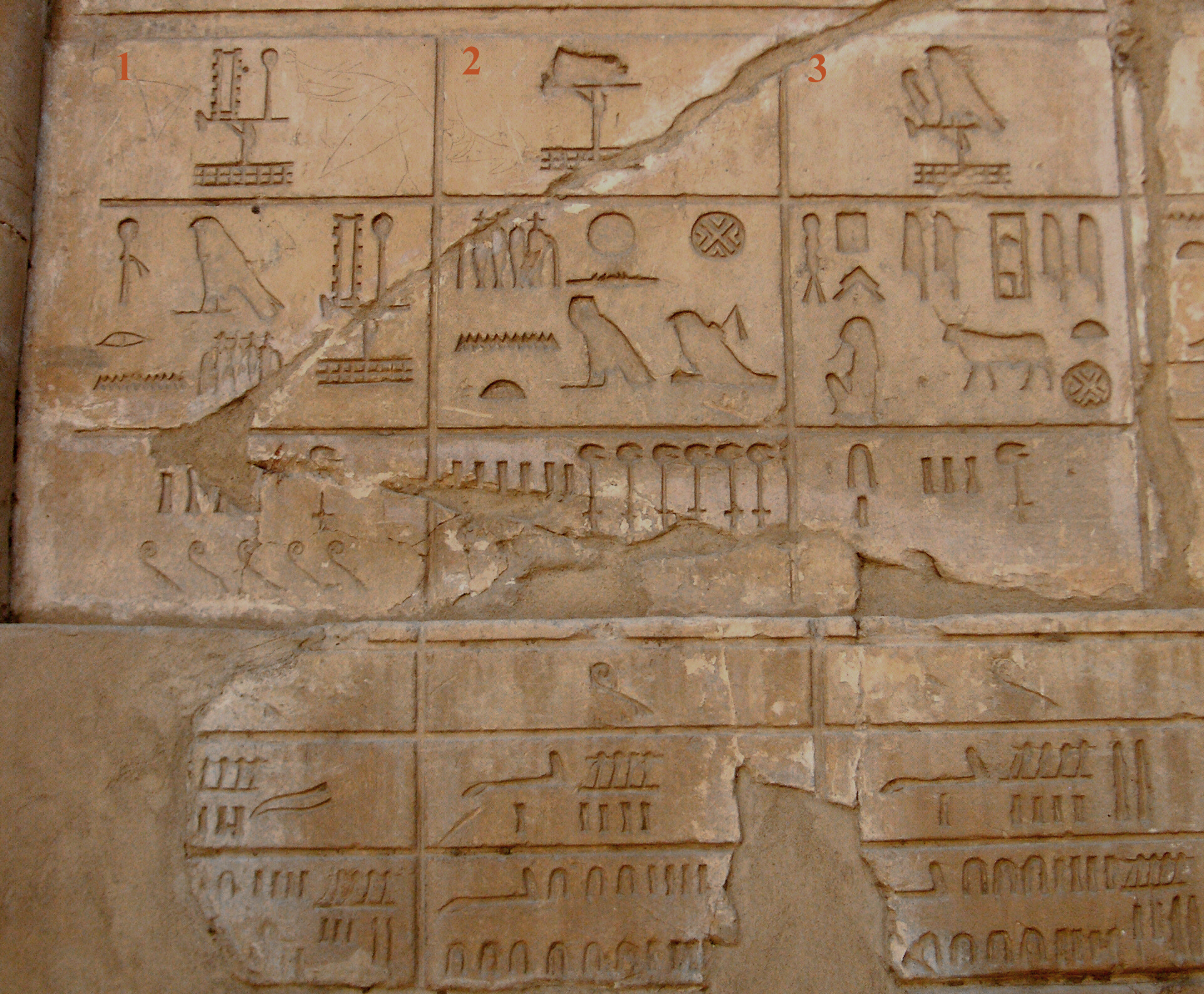
Inebu-hedy, el nomo número 1 en la Capilla Blanca de Karnak.

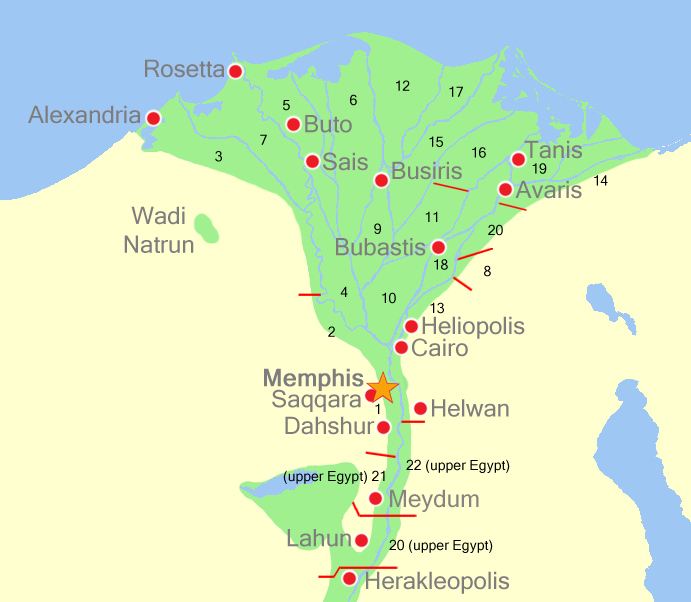
Mapa de nomos del Bajo Egipto.

Inebu-hedy, Ineb-hedy, Aneb-hetch o nomo de las Murallas blancas es uno de los 42 nomos (división administrativa) del Antiguo Egipto.

## Geografía
| O36 · T3 · R12 · N24 |

| O36 · T3 · R12 · N24 |

Entre los veinte nomos del Bajo Egipto, era el número uno.
Alcanzaba una superficie de aproximadamente 1 cha-ta (2,75 hectáreas) y medía aproximadamente 4 iteru (42 km) de longitud.
Su niwt (ciudad principal) era Mennefer (Menfis) (parte de la actual Mit Rahina), y entre otras poblaciones también contenía la ciudad de Saqqara.

## Historia
Cada nomo era gobernado por un nomarca (gobernador provincial) que respondía directamente ante el faraón.
Cada niwt tenía un hut netjer (templo egipcio) dedicado a la deidad principal y una heqa hut (residencia de los nomarcas). 
Su principal deidad era Horus. Otras deidades principales fueron Apis, Hathor, Isis, Nefertem, Ptah, Seker o Sejmet.
Desde 2017, el área forma parte de la Gobernación de El Cairo.